# Christiania Jazzband
Christiania Jazzband (abrégé CJB) est un groupe norvégien de jazz.

## Histoire
Le groupe, formé en 1969,  est connu pour jouer du jazz traditionnel basé sur la Nouvelle-Orléans. L'initiateur et leader Tore Frøberg crée également le club de jazz New Orleans Workshop en 1972 comme lieu de rencontre pour le groupe, qui doit le partager avec le Magnolia Jazzband. Entre 1974 et 1997, le groupe est dirigé par Jan Kristiansen. Par ailleurs, CJB effectue des tournées en Europe et aux États-Unis.
Leur premier album est Christiania Jazzband (1972), qui remporte le Spellemannprisen 1973 dans la catégorie jazz, avec une formation composée de Tormod Isachsen à la trompette, Tore Frøberg au trombone, Peter Opsvik au saxophone, Jan Kristiansen à la basse et au banjo, Per Hobbel à la basse et Peer Dahl à la batterie. Le pianiste Gunnar Andersson fait partie de The World is Waiting (1974), mais il est remplacé par Svein Almquist sur Too Late (1976), qui comprend également Per Frydenlund (Hot Club de Norvège) au banjo, Aage Teigen au trombone et Knut Audum au cornet. Hobbel et Frøberg ont quitté le groupe en 1974.
Dans les années 2010, le groupe se compose de Peter Opsvik (1971- ; connu comme designer de meubles), Totti Bergh au saxophone (1990-), Anders Bjørnstad à la trompette (1978-), Aage Teigen au trombone (1974-), Børre Frydenlund au banjo et au chant (1980-), Christian Frank à la basse et Bjørn Olufsen à la batterie. 

## Discographie
- 1972 : Christiania Jazzband (Spellemannprisen)
- 1974 : The World is Waiting
- 1976 : Too Late
- 1979 : Saturday Night Dunction
- 1980 : CJB 10 år (1980)
- 1983 : Black Beauty  (Hot Club Records)
- 1985 : Mature (avec Benny Waters) (Hot Club Records)
- 1986 : Freeze and Melt (Hot Club Records)
- 1990 : Nice Work (avec Laila Dalseth)
- 1988 : Mature Black Beauty (Hot Club Records)
- 1995 : Classic jazz (avec Christiania 12) (Herman Records)